# 직류전동기

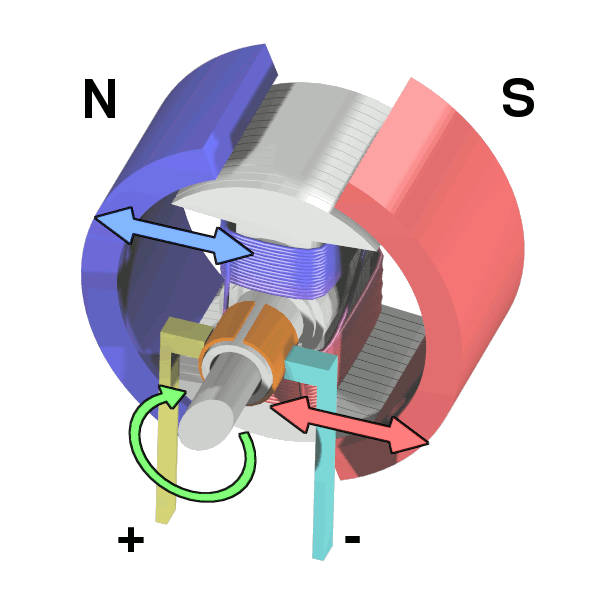

직류전동기는 기계적인 동력으로 직류 전력을 전기 기계로 변환하는 장치이다. 가장 일반적인 유형은 자기장이 생성한 힘에 의존한다. 대부분의 직류전동기는 주기적인 모터 부분의 전류 흐름 방향을 변경하기 위해 전기 또는 전자기구의 내부 중 일부를 가지고 있다. 직류전동기는 기존의 직류 점등 전원 분배 시스템으로부터 전원을 공급받을 수 있기 때문에, 광범위하게 사용되는 제1 유형이었다. 직류전동기의 속도는 가변 공급 전압 또는 계자 권선의 전류 강도 변화를 사용하여, 넓은 범위에서 제어될 수 있다. 소형 직류전동기는 도구, 장난감 및 가전 제품에서 사용된다.

## 전자기 모터

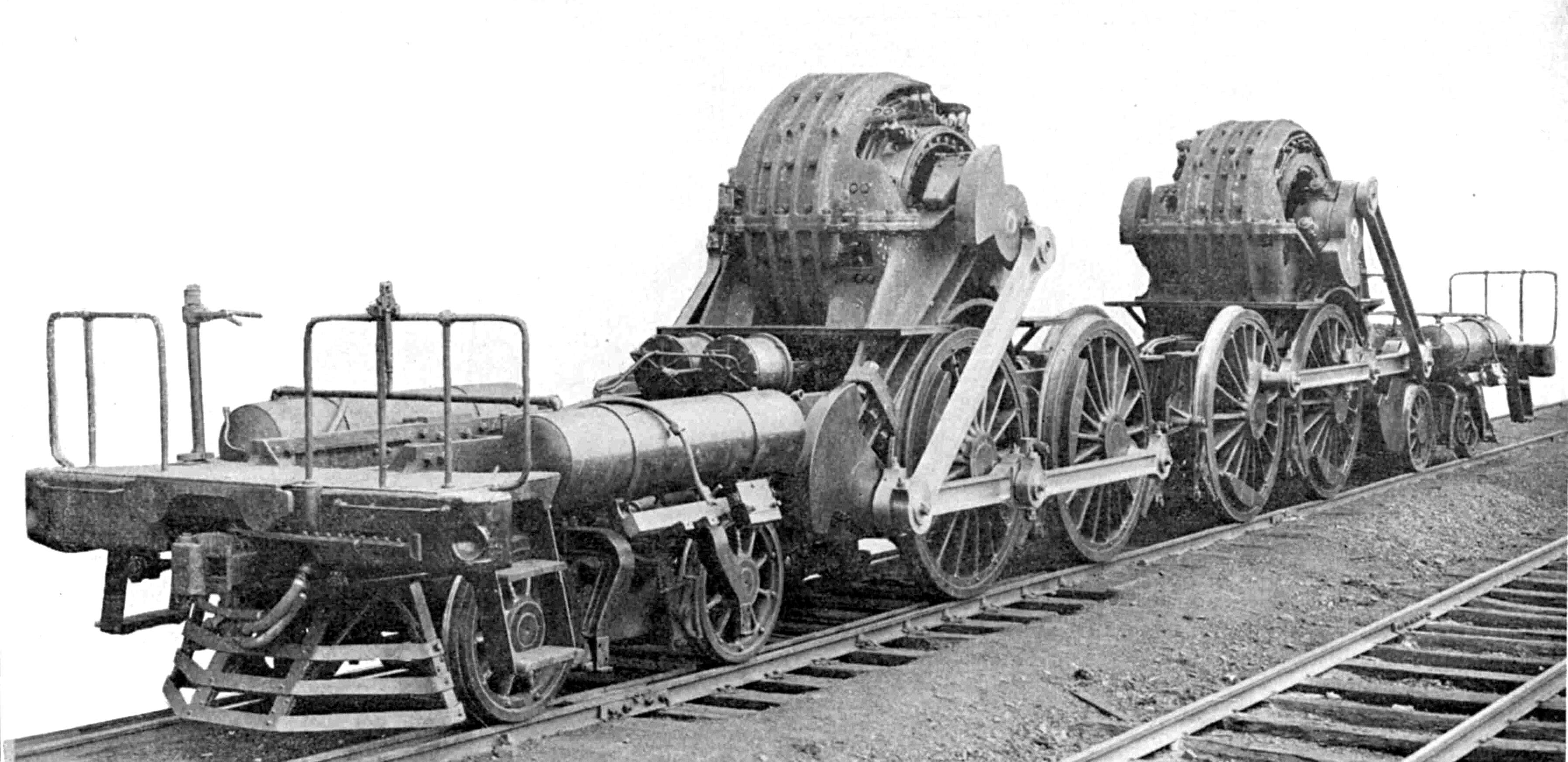

이를 통해 현재 동작중인 와이어의 코일은 코일의 중심과 정렬 전자계를 발생시킨다. 방향과 코일이 생성한 자계의 크기는 그것을 통해 흐르는 전류의 방향 및 크기로 변경될 수 있다.